# Бенда, Вацлав
Вацлав Бенда (чеш. Václav Benda; 8 августа 1946, Прага, Чехословакия — 2 июня 1999, там же) — чешский католический активист, интеллектуал и математик. При коммунистическом режиме в Чехословакии он занимал видное место в антикоммунистической диссидентской организации «Хартия-77». После Бархатной революции Бенда возглавил организацию, занимающуюся расследованием деятельности расформированной коммунистической тайной полиции и их осведомителей.
Идея Бенды о «параллельном полисе» оказала сильное влияние на мировоззрение других диссидентов, таких как Вацлав Гавел, а впоследствии поддержана американским консервативным писателем Родом Дреером.

## Биография
Вацлав Бенда родился в 1926 году в Праге в семье юриста. Изучал теоретическую кибернетику. Он возглавлял Учёный совета студентов, а в 24 года получил степень доктора философии в пражском Карловом университете. Его академическая карьера была прервана, когда в начале 1970-х годов он отказался вступать в Коммунистическую партию. Из-за своей политической деятельности он подвергался преследованиям со стороны правительства, что сказывалось плачевно на его финансовом состоянии. Бенда был вынужден работать в течение коротких периодов времени на большом количестве различных должностей. Во время советского вторжения в Чехословакию в августе 1968 года он и его жена Камила приняли решение не бежать из страны, и Бенда остался работать в Карловом университете. В 1975 году он получил докторскую степень по теоретической кибернетике, публиковались его труды по философии и математике, а впоследствии он занялся программированием. Бенда был активным участником диссидентского движения против коммунистического режима в Чехословакии, в 1977 году он подписал манифест Хартии-77.
В 1977 году он также написал короткое эссе, вышедшее в самиздате, под названием «Параллельный полис» (чеш. paralelní polis), в котором призывал своих соратников-диссидентов отказаться от надежды на то, что репрессивные социальные, экономические и политические институты в Чехословакии могут быть изменены протестом. Вместо этого способа противодействия режиму Бенда призвал к созданию новых «параллельных институтов», которые больше отвечали бы человеческим потребностям и могли бы когда-нибудь в будущем заменить существующие коррумпированные институты. Он утверждал, что, поскольку коммунистическое государство сведёт на нет любые усилия по реформированию его институтов, лучше начать создавать новые, чем тратить энергию на борьбу со старыми. В 1978 году это эссе было переведено на английский язык.
Влияние Бенды в качестве представителя «Хартии-77» привело к тому, что в мае 1979 года его арестовали и обвинили в подрывной деятельности против государства. Он находился в тюрьме до 1983 года. Когда Бенда вместе с Вацлавом Гавелом находились в тюрьме в Остраве, они в 1980 году написали текст для Московской Хельсинкской группы. После своего освобождения он возобновил свою деятельность в движении Хартии-77. Бенда также стал членом-учредителем Комитета защиты несправедливо преследуемых (VONS).
Будучи набожным католиком, Бенда в 1989 году вступил в Христианско-демократическую партию, став её председателем в 1990 году. Позже партия объединилась с Гражданской демократической партией. Правая политика Бенды отличалась от его бывших соратников-диссидентов, в результате чего он становился всё более изолированной фигурой в чешской политике. Он был сторонником смертной казни и активно защищал бывшего чилийского диктатора Аугусто Пиночета — позиция, которая была непопулярна в Чехии. Бенда утверждал, что Пиночет, вероятно, использовал жестокие методы, тем не менее, он считал их ответом на крайне недемократическое и чрезвычайно жестокое наступление, лежащее в основе политики международного коммунизма.
С 25 июня по 31 декабря 1992 года Бенда был председателем Палаты наций.
С 1991 по 1998 год он возглавлял Бюро по расследованию преступлений должностных лиц Коммунистической партии.
В 1996 году он был избран в Сенат Чехии от района Прага 1 и занимал это место до своей смерти в 1999 году.

## Влияние
Идея Бенды о параллельном полисе была впоследствии возрождена группой учёных из Вашингтонского университета, а в Праге (в пригороде Голешовице) открылось четырёхэтажное здание под названием Параллельный полис, в котором разместилось кафе, работающее только с биткойнами, коворкин и «Институт криптоанархии».
В своей книге 2017 года «Выбор Бенедикта» писатель Род Дреер поддержал идеи, выраженные в эссе Бенды, и рекомендовал их американским христианам в качестве способа, как сохранить и жить в согласии со своей верой в культурной среде, становящейся всё более враждебной им.